# Калиновка (Староконстантиновский район)
Калиновка (укр. Калинівка) — село в Староконстантиновском районе Хмельницкой области Украины.
Население по переписи 2001 года составляло 266 человек.

## Местный совет
31146, Хмельницкая обл., Староконстантиновский р-н, с. Сербиновка